# Date Cuenta
¡Date Cuenta! es el decimo álbum de estudio de la banda chilena de hardcore punk Los Miserables, el álbum presenta un sonido distinto a la de sus anteriores álbumes, esto debido a la fuerte influencia de bandas como Rage Against The Machine o Downset, se puede evidenciar en canciones como "Buitres" o "Mapuche", las cuales muestran un tono más cercano al rap metal.
El álbum incluye tres canciones versionadas de las bandas Weezer, Downset y Social Distortion respectivamente.
| N.º   | Título                         | Letras                            | Música                                      | Duración |  |
| 1.    | «Buitres»                      | Claudio García                    | Oscar Silva                                 | 2:48     |  |
| 2.    | «Mapuche»                      | Claudio García                    | Oscar Silva, Francisco Silva                | 2:27     |  |
| 3.    | «Puta Generación»              | Claudio García                    | Oscar Silva                                 | 2:03     |  |
| 4.    | «Te Estuve Esperando»          | Claudio García                    | Oscar Silva, Patricio Silva, Claudio García | 2:15     |  |
| 5.    | «Morboso Placer»               | Claudio García, Oscar Silva       |                                             | 2:27     |  |
| 6.    | «Atrapado»                     | Claudio García                    | Oscar Silva                                 | 2:14     |  |
| 7.    | «Date Cuenta!»                 | Claudio García                    | Oscar Silva, Francisco Silva                | 2:10     |  |
| 8.    | «Chow Chow Sen»                | Patricio Silva (Letra adaptada)   | Weezer                                      | 4:05     |  |
| 9.    | «Dictadores De Criterio»       | Claudio García                    | Oscar Silva                                 | 2:31     |  |
| 10.   | «Xenofobia»                    | Claudio García                    | Oscar Silva                                 | 2:20     |  |
| 11.   | «La Caravana De La Muerte»     | Claudio García                    | Oscar Silva                                 | 2:50     |  |
| 12.   | «Siempre Viviras»              | Claudio García                    | Oscar Silva                                 | 2:43     |  |
| 13.   | «Sangre De Mis Manos»          | downset.                          | downset.                                    | 2:29     |  |
| 14.   | «Bajo Este Sol»                | Oscar Silva, Claudio García       | Social Distortion                           | 2:08     |  |
| 15.   | «Ya Basta!!»                   | Claudio García                    | Oscar Silva                                 | 3:07     |  |
| 16.   | «No Hay Deuda Que No Se Pague» | Claudio García, Claudio Gutiérrez | Oscar Silva, Patricio Silva, Claudio García | 2:08     |  |
| 41:37 |                                |                                   |                                             |          |  |